# Cérences
Cérences település Franciaországban, Manche megyében. Lakosainak száma 1806 fő (2022. január 1.). Cérences Bréhal, Bricqueville-sur-Mer, Chanteloup, Hudimesnil, Lengronne, Le Loreur, Le Mesnil-Aubert, Muneville-sur-Mer, Ver és Quettreville-sur-Sienne községekkel határos.

## Népesség
A település népességének változása:
| Lakosok száma | 1833 | 1858 | 1777 | 1789 | 1862 | 1877 | 1819 | 1779 | 1771 | 1806 |
|               | 1968 | 1982 | 1990 | 2006 | 2013 | 2015 | 2017 | 2019 | 2020 | 2022 |